# Epirhyssa walkleyae
Epirhyssa walkleyae là một loài tò vò trong họ Ichneumonidae.